# Бенкриф, Бужемаа
Бужема́а Бенкри́ф (араб. بوجمعة بنخريف‎; род. 30 ноября 1947, Марокко) — марокканский футболист, игравший на позиции защитника; участник чемпионата мира 1970 года.

## Биография

### Клубная карьера
На клубном уровне Бенкриф выступал за «Кенитру», в которой играл на протяжении 16 сезонов и выиграл два чемпионских титула в 1973 и 1981 годах.

### Карьера в сборной
В составе сборной Марокко принимал участие на чемпионате мира 1970 года, где сыграл во всех матчах группового этапа — со сборными ФРГ (1:2), Перу (0:3) и Болгарии (1:1). Марокканцы не смогли преодолеть групповой этап, заняв в группе последнее место.
В составе марокканской сборной принимал участие на олимпийском турнире 1972 года, где был основным игроком и сыграл в 6 матчах на турнире. Всего за сборную Марокко сыграл 56 матчей и забил 4 гола.